# Letňany (stanice metra)
Letňany (zkratka LT) jsou stanice metra v Praze, která leží cca jeden kilometr jižně od samotných Letňan, na hranici katastrálních území Letňany a Vysočany blízko trojmezí se Kbely, a je součástí úseku IV.C2 z Ládví do Letňan. Stanice je otevřena veřejnosti od 8. května 2008.

## Charakteristika stanice

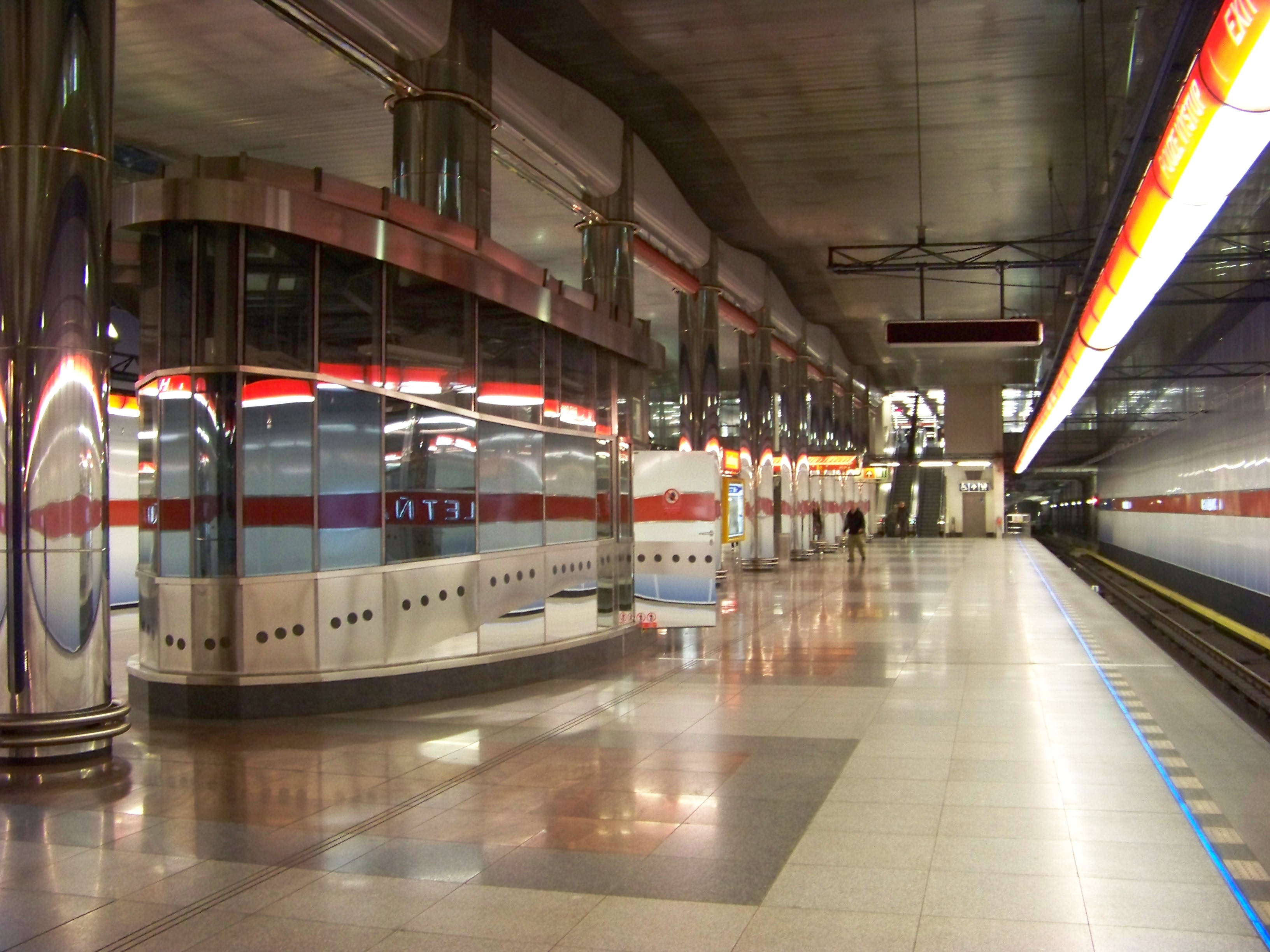
Nástupiště

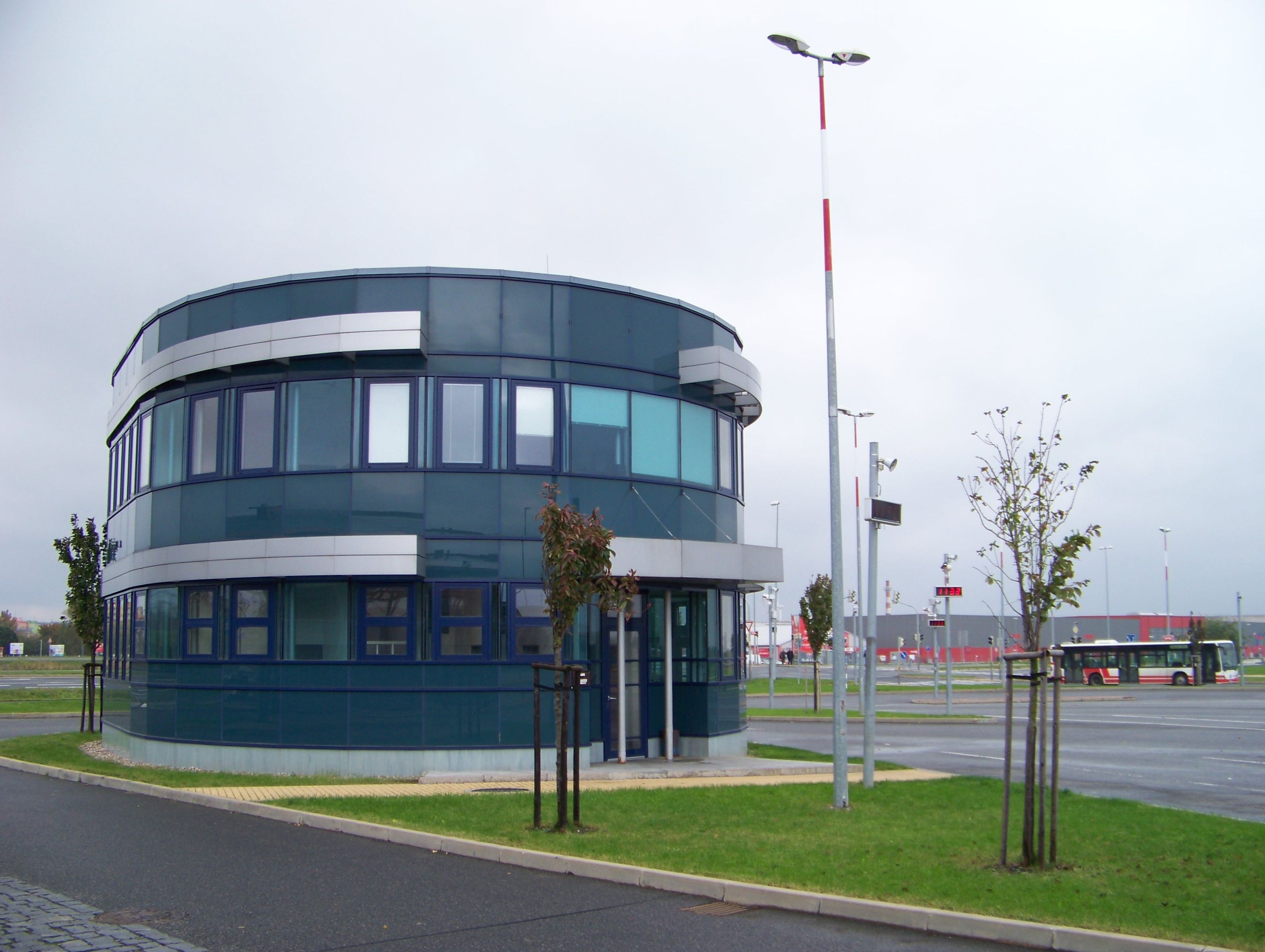
Budova autobusového terminálu

Stanice Letňany je dlouhodobě koncová stanice linky C. Je umístěna do zatím volného prostoru východně od okružní křižovatky spojující ulice Beranových a Prosecká a jižně od plánovaného prodloužení Tupolevovy ulice.
Stanice je hloubená, má ostrovní nástupiště a dva vestibuly, každý z nich je propojen s nástupištěm pevným schodištěm, dvojicí eskalátorů a výtahem. Severní vestibul obsluhuje Pražský veletržní areál (PVA Expo Praha) a část parkovišť spolu s končící návaznou autobusovou dopravou, jižní je zatím pro veřejnost uzavřen. Zde je ukončeno cca 10 linek PID a 8 linek přes stanici projíždí. K dispozici je i záchytné parkoviště P+R.
Nástupiště stanice je v hloubce 10,3 m pod úrovní terénu. Nosnou konstrukci tvoří uzavřený monolitický železobetonový rám.

## Kritika
Stanice byla navrhována v době, kdy Praha uvažovala o kandidatuře na Olympijské hry. V okolí stanice měl být postaven hlavní stadion a další sportoviště. Proto byl autobusový terminál velkoryse dimenzován a z metra ústí mnoho východů. Praha s počátkem světové hospodářské krize, v první polovině roku 2009, svou kandidaturu stáhla. Jelikož metro končí v polích, kde žila početná populace syslů, bývá stanice posměšně označována za Syslov.
Stanice kvůli nevhodnému umístění nutí obyvatele Letňan i několika letňanských sídlišť, docházet na stanici minimálně 600 metrů. Pro většinu z nich je to však více než kilometr. Samotná trasa metra C se do centra města klikatí a tak část obyvatel jedoucí z letňanského sídliště na zastávku Letňany míří dále na nedaleké Vysočany, kde se nachází do centra mnohem lépe vedená linka B.

## Okolní objekty
- Letiště Letňany
- PVA Expo Praha
- Hokejový stadion Letců Letňan
- OC Letňany